# الخلايق (القفر)

تعديل مصدري - تعديل

الخلايق محلة تابعة لقرية الضبر، التابعة لعزلة بني سباء بمديرية القفر إحدى مديريات محافظة إب في الجمهورية اليمنية، بلغ تعداد سكانها 21 حسب تعداد اليمن لعام 2004.